# Epirhinus
Epirhinus là một chi bọ cánh cứng thuộc họ Scarabaeidae.